# Караманлай
«Караманлай» (інші назви: «Нещасна індіанка», «Викрадення індіанки») — радянський художній фільм 1991 року, знятий режисером Каковом Оразсяхедовим на студії «Каракумфільм».

## Сюжет
Героїня фільму Набат — жертва феодальних взаємин у колі сучасної азіатської еліти. Завівши молоду дружину, багатий і високопосадовець виганяє з дому колишню дружину з дочкою Набат. Мати гине в автокатастрофі, після чого дівчинка змушена заробляти на життя, танцюючи для багатих гостей на домашніх вечірках… За багато років на таку вечірку потрапляє її батько. Розігрується кривава драма, наслідки якої розслідують два слідчі: один із них був у дитинстві закоханий у Набат, другий — її молодший брат…

## У ролях
- Бахар Ходжаєва — головна роль
- Ольга Жемчужна — головна роль
- Артик Джаллиєв — головна роль
- Чари Ішанкулієв — головна роль
- Алтин Ходжаєва — головна роль
- Ірина Абрамова — роль другого плану
- Нури Худайкулієв — роль другого плану
- Мелканан Тяжев — роль другого плану
- Ашир Рахманов — роль другого плану
- Батир Аманжаєв — роль другого плану
- Сапар Одяєв — роль другого плану
- Селбі Оразсяхедова — роль другого плану
- Берди Ашимов — роль другого плану
- Ораз Амангельдиєв — роль другого плану
- Джерен Ішанкулієва — роль другого плану

## Знімальна група
- Режисер — Каков Оразсяхедов
- Сценаристи — Байрам Мяммедов, Каков Оразсяхедов
- Оператори — Бяшим Атаханов, Акабай Карпухін, Олександр Юлдашев
- Композитор — Данатар Хідіров
- Художник — Олександр Чернов